# دانشگاه اروپایی لفکا
دانشگاه اروپایی لفکا (ترکی استانبولی: Lefke Avrupa Üniversitesi) یک دانشگاه خصوصی در ناحیه گوزلیارت، شهر لفکا که در سال ۱۹۹۰ افتتاح شده‌است. زبان آموزش در این دانشگاه انگلیسی می‌باشد. این دانشگاه در سال ۱۹۸۹ توسط بنیاد علوم قبرس تأسیس شد، سپس دانشگاه اروپایی لفکا در سال ۱۹۹۰ به عنوان یک عضو در شبکه دانشگاه‌های بالکان شروع به کار کرد. این دانشگاه موردتایید شورای عالی آموزش و پرورش ترکیه می‌باشد.

## رشته‌ها و دانشکده‌ها
دانشگاه اروپایی لفکا دارای پنج دانشکده، که ۲۸ رشته در مقطع کارشناسی و ۱۱ رشته در مقطع کارشناسی‌ارشد را پوشش می‌دهد.

## موقعیت
پردیس دانشگاه ۴۵ دقیقه از پایتخت جمهوری ترک قبرس شمالی، نیکوزیای شمالی، ۶۰ دقیقه از فرودگاه بین‌المللی ارجان و شهر کایرنیا و ۸۰ دقیقه از فاماگوستا فاصله دارد.